# Jean Piel
Pour les articles homonymes, voir Piel.
Jean-Baptiste Piel, né le 28 janvier 1902 à Saint-Martin-de-Fresnay, Calvados et décédé à Yerres le 1er janvier 1996, est un écrivain, éditeur, philosophe et critique français. (À ne pas confondre avec Jean Piel (1936-2017), historien.)

## Biographie
Jean Piel rencontra au lycée du Havre Jean Dubuffet, Georges Limbour et Raymond Queneau.
Son épouse Simone Maklès était la sœur de Sylvia Bataille (née Maklès et première épouse de Georges Bataille), de Rose Maklès (épouse d'André Masson) et de Bianca Maklès (comédienne à l'Atelier sous le nom de Lucienne Morand et épouse de Théodore Fraenkel).
Jean Piel a toujours refusé d'appartenir à un parti politique. Il fut directeur de la revue Critique après la mort de Bataille, en 1962, et le resta jusqu'à sa disparition en 1996. Il était l'un des grands éclaireurs de la littérature française. Il publia entre autres des articles de Roland Barthes, Maurice Blanchot, Yves Bonnefoy, Gilles Deleuze, Jacques Derrida, Jacques Bouveresse, Michel Deguy, Michel Foucault, Pierre Legendre, Michel Leiris, Emmanuel Levinas, Jean-François Lyotard, Alain Robbe-Grillet et Michel Serres.
Les archives de Jean Piel ont été déposées à l'Institut mémoires de l'édition contemporaine (IMEC).
Officier de la Légion d'honneur, il avait été Inspecteur général de l'économie nationale.

## Œuvres
- La Fortune américaine et son destin, Paris, Éditions de Minuit, coll. « L'Usage des richesses », 1948.
- Introduction à La Part maudite, précédé de La notion de dépense (1933) de Georges Bataille, Éditions de Minuit, coll. « L'Usage des richesses », 1949 ; réédition Le Seuil, coll. « Points », 1967.
- La Rencontre et la Différence, (autobiographie), Paris, Éditions Fayard, 1982.